# سكوت ماكنزي
سكوت ماكنزي (بالإنجليزية: Scott McKenzie) هو مغني وملحن أمريكي، ولد في 10 يناير 1939 في جاكسونفيل في الولايات المتحدة، وتوفي في 18 أغسطس 2012 في لوس أنجلوس في الولايات المتحدة بسبب نوبة قلبية.

## وصلات خارجية
- الموقع الرسمي
- سكوت ماكنزي على موقع IMDb (الإنجليزية)
- سكوت ماكنزي على موقع روتن توميتوز (الإنجليزية)
- سكوت ماكنزي على موقع ميوزك برينز (الإنجليزية)
- سكوت ماكنزي على موقع إن إن دي بي (الإنجليزية)
- سكوت ماكنزي على موقع أول ميوزيك (الإنجليزية)
- سكوت ماكنزي على موقع ديسكوغز (الإنجليزية)
- سكوت ماكنزي على موقع قاعدة بيانات الفيلم (الإنجليزية)